# Костел Святого Миколая (Прага, Старе місто)
Костел Святого Миколая (Мікулаша) (чеськ. Kostel svatého Mikuláše) — католицький костел у стилі бароко, розташований на Староміський площі в Празі, Чехія. Сучасний храм збудований між 1732–1737 роками німецьким архітектором Кіліаном Ігнацом Дінценгофером на місці готичного храму XIII століття, який також був присвячений Святому Миколаю. Автором статуй біля головного порталу став чеський скульптор Антонін Браун, а фресок — баварець Косма Дам'ян Азам.
Костел діючий, щосереди та щонеділі відбуваються богослужіння. Попри належність до Гуситської церкви, православним парафіянам дозволяється відзначати основні церковні свята: Різдво та Великдень. Також у будівлі проводять екскурсії та концерти класичної, у стилях доби Відродження та бароко, й органної музик.
З 1920 року — головний храм Чехословацької гуситської церкви, раніше — Православної церкви Чеських земель і Словаччини.

## Історія

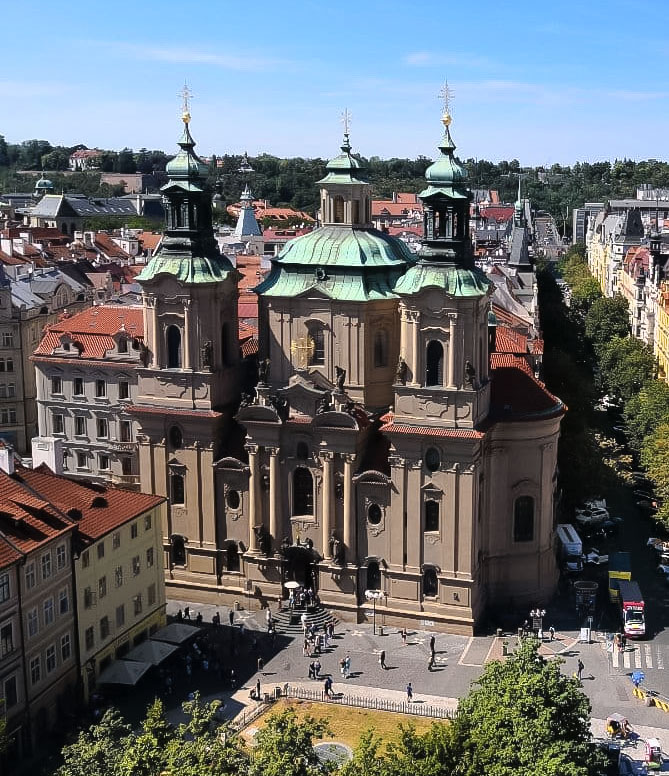
Вигляд на костел з Староміській площі

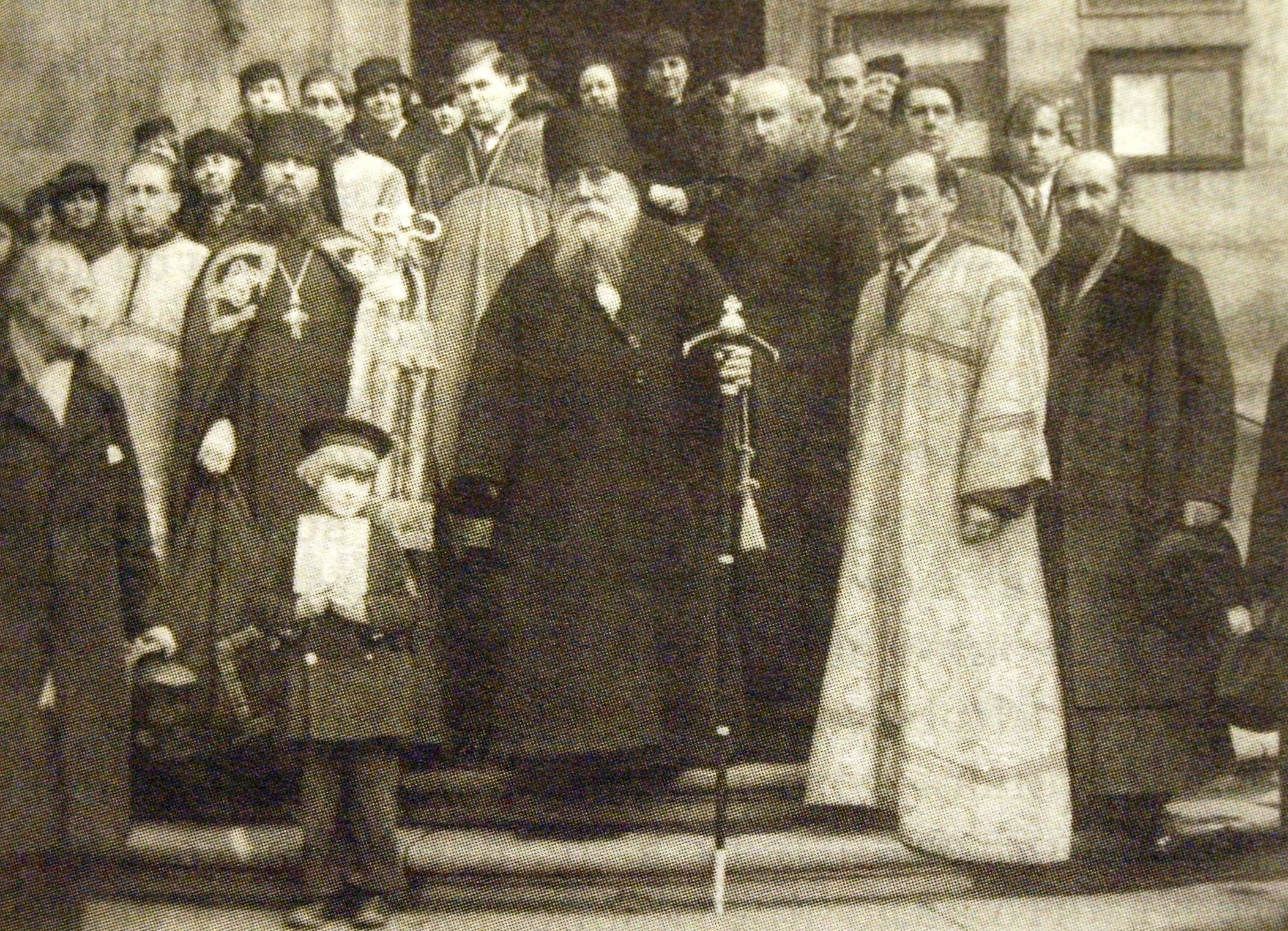
Православне духовенство XIX ст. перед храмом

Костел Святого Миколая вперше згадано в грамоті, датованій 1273 роком. Це один з найстаріших храмів Старого міста столиці Чехії Праги. Оригінальна романська парафіяльна церква була перебудована в готичному стилі в XIV столітті. Це була базиліка зі західним фасадом, оточена призматичною вежею, покритою пірамідальним дахом, до якої примикала будівля парафіяльної школи, як видно на зображеннях періоду 1606–1645 років. Фасад був спочатку звернений до невеликої площі під назвою «курячий ринок», але з роками більшість будівель цієї площі було знесено і вона перетворилася на сучасну Староміську площу. Близько 1360 року тут діяв чеський проповідник покаяння Ян Милич, а затим Маттіас з Янова, а в XV столітті храм належав послідовникам чеського реформатора Яна Гуса. У XVI столітті храм служив лютеранам, але після поразки протестантського руху в битві при Білій горі розпочалася рекатолизація Богемії, і храм було передано бенедиктинцям. У 1635 році готичну базиліку придбали бенедиктинці Монсеррату, монахи, які прийшли з Емауського монастиря, в тому ж році вони побудували поруч з храмом монастир. Перша реконструкція відбулася в 1650–1660 роках під керівництвом найбільш відомого чеського бенедиктинця Матуша Фердинанда Собека з Біленберка. Але руйнівна міська пожежа 1689 року так сильно пошкодила храм, що його довелося знести. Від початкової будівлі збереглося лише кілька будівельних елементів, вбудованих у сьогоднішній підвал.
Для реконструкції бенедиктинці оплатили послуги знаменитого німецького архітектора і будівничого Кіліана Дінценгофера. Під його керівництвом у 1732–1735 роках виник новий монументальний бароковий храм святого Миколая, а вже у 1737 році він був освячений.

Внаслідок реформ Йосифа II монастир і костел в 1787 році були секуляризовані й перейшли у підпорядкування Старого міста, що фактично врятувало храм від руйнування і розграбування. Згодом адміністрація міста Праги продала внутрішнє оздоблення костелу і влаштувала в порожньому будинку склади й архів. У тому ж році монастир закрили — значну частину майна реквізовано, включаючи дзвони. Статую святого Яна Непомуцького перенесли на міст у Пржештицях (чеськ. Přeštice), звідки вона звалилася в річку в 1980–х роках. Надалі статую реконструювали і передали в Лапідарій Національного музею.

### Православна церква
У XIX ст. йшли суперечки про знесення храму, але у 1870 р. безхазяйний костел передали в користування православним громадянам Праги. Це рішення було невипадковим — чехи визнали православну Росію державою, здатною дати свободу слов'янам, які перебували під владою Австро-Угорської імперії, до того ж у той час багато чехів сповідували православний обряд. Після чого на пожертви абату провели реконструкцію приміщення костелу, придбаним празьким магістратом і яке з 1865 року тимчасово використовувалося як концертний зал, а для проведення релігійної діяльності було повернуто лише в 1871 році, коли місто здало будівлю костелу в оренду Російській Православній Церкві, яка управляла нею через автономну церкву Чеських земель і Словаччини у своєму складі й використовувала храм аж до самого початку Першої світової війни. Саме в контексті цієї події російський цар Олександр II передав костелу Святого Миколая монументальне панікадило, яке й нині прикрашає інтер'єр будівлі. 16 серпня 1874 року храм був освячений вже як православна церква.

Оскільки православна церква на чеських землях не мала власної святині, храм служив чеським, але в основному російським православним вірянам у 1870–1914 роках. Микола Миколайович Рижков став православним духовним проповідником і одночасно першим священником сучасної православної церкви на чеських землях. Пізніше проповідником в Празі став виконувач обов'язків настоятеля Російської православної церкви в Західній Європі митрополит Євлогій, який призначив вікарієм і настоятелем храму відповідального за духовне управління новоприбулого єпископа Сергія, а пізніше і його помічника архімандрита Ісаакія.

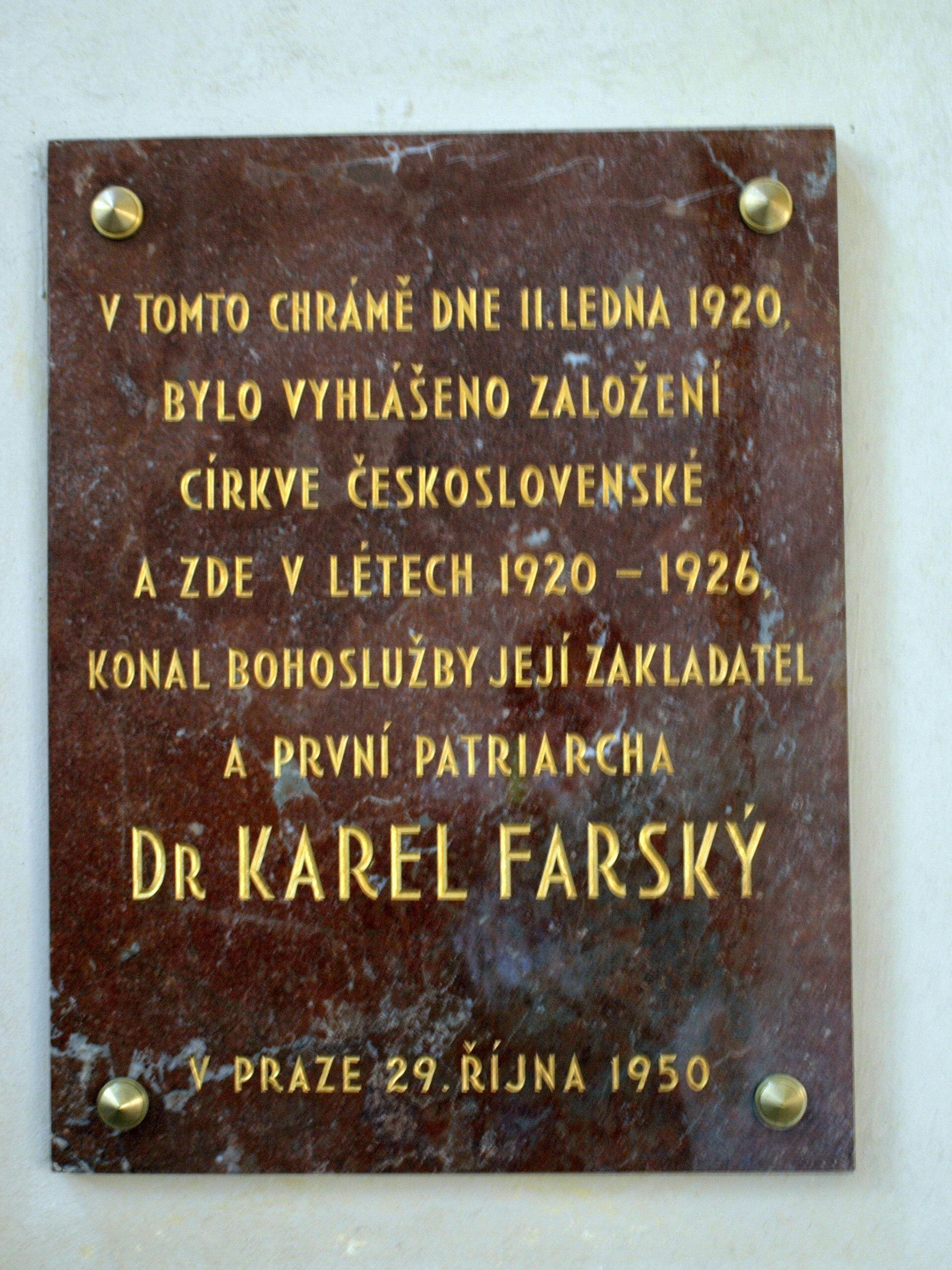
Меморіальна дошка про заснування Чехословацької гуситської церкви

Після того, як православна церква придбала собор святих Кирила і Мефодія, а також Церкву Успіння Пресвятої Богородиці, костел Святого Миколая тимчасово використовувався як гарнізонна церква або просто склад.
Після початку Першої світової війни австрійська влада не могла дозволити місце в центрі Праги для молитов про перемогу російської армії. Православну церкву перетворили в католицький гарнізонний храм, усі дзвони конфіскували, а цінне майно розграбовано. Богослужіння в храмі відновили лише у 1919 році, за рік після здобуття Чехословаччиною незалежності.
Однак будівля була передана не православним, а новоствореній у 1920 році Гуситській церкві Чехословаччини. Богослужіння проводили почергово православні та гусити, а перед службами змінювали іконостас церкви. Православні богослужіння в храмі були знову заборонені після завершення Другої світової війни й відновилися лише після 1997 року, коли гусити дозволили православним відзначати в храмі деякі свята.

### Чехословацька гуситська церква
Під час Першої світової війни, у 1916 році костел використовувався як військова каплиця і зазнав суттєвої реставрації, а інтер'єр був збагачений серією статуй, картин і аксесуарів художньої майстерності в стилі необароко. Після завершення війни й створення Чехословаччини 8 січня 1920 року замість православної церкви в храмі була проголошена нова Чехословацька гуситська церква, першим єпископом якої став доктор Карел Фарський. Ця подія також відзначена меморіальною дошкою в центрі храму.
Під час Другої світової війни храм аналогічно використовувався як військова каплиця, а під час Празького повстання в 1945 році чеські партизани використовували його як таємне місце для Радіо Прага, оскільки на головну будівлю було скоєно напад Ваффен-СС. По завершенню війни солдати чеської армії допомагали з відновленням храму, працюючи разом з професіональними художниками. А в період з 1965 по 1977 роки храм остаточно капітально відремонтовано.

## Архітектура

### Екстер'єр

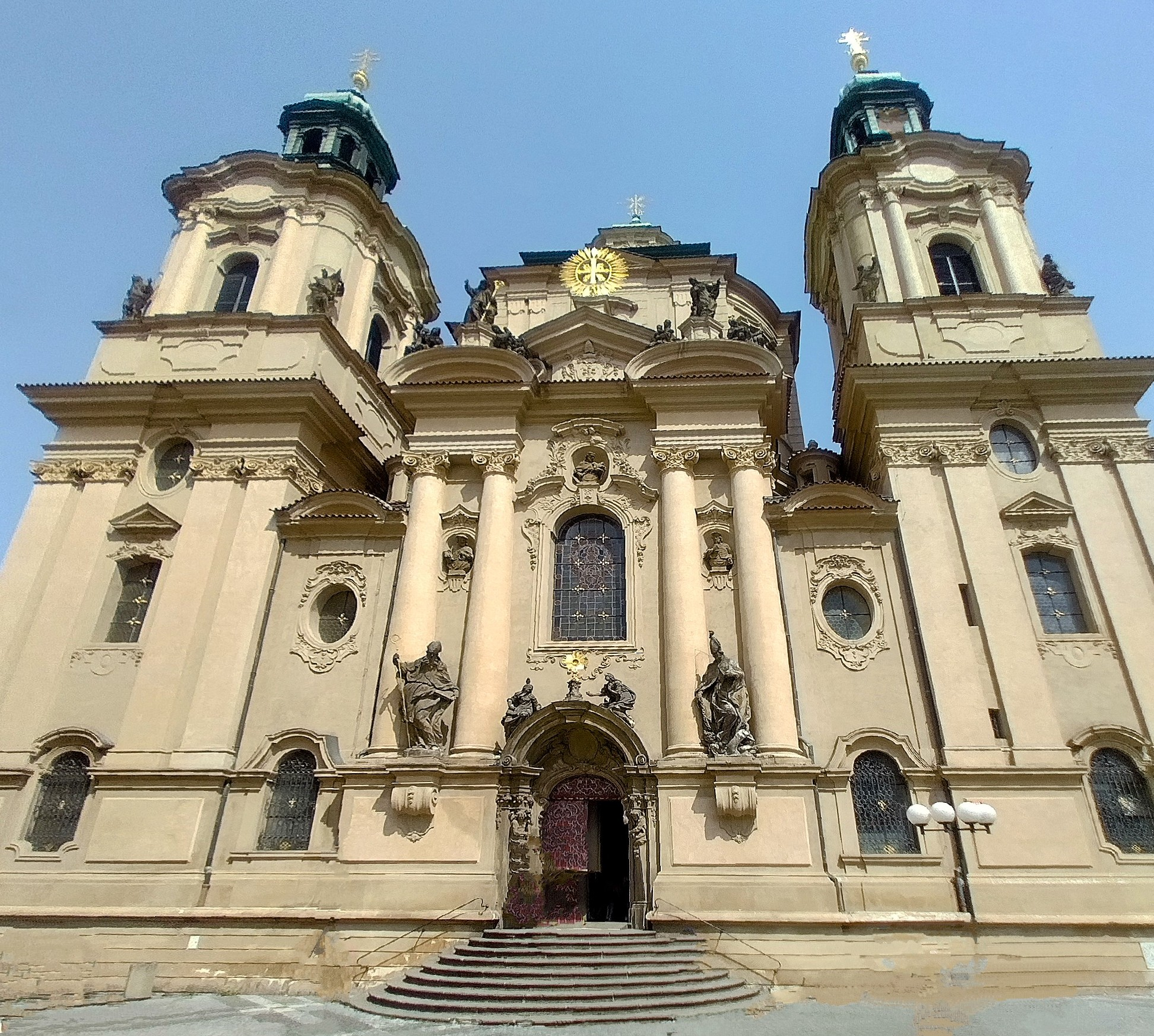
Головний фасад

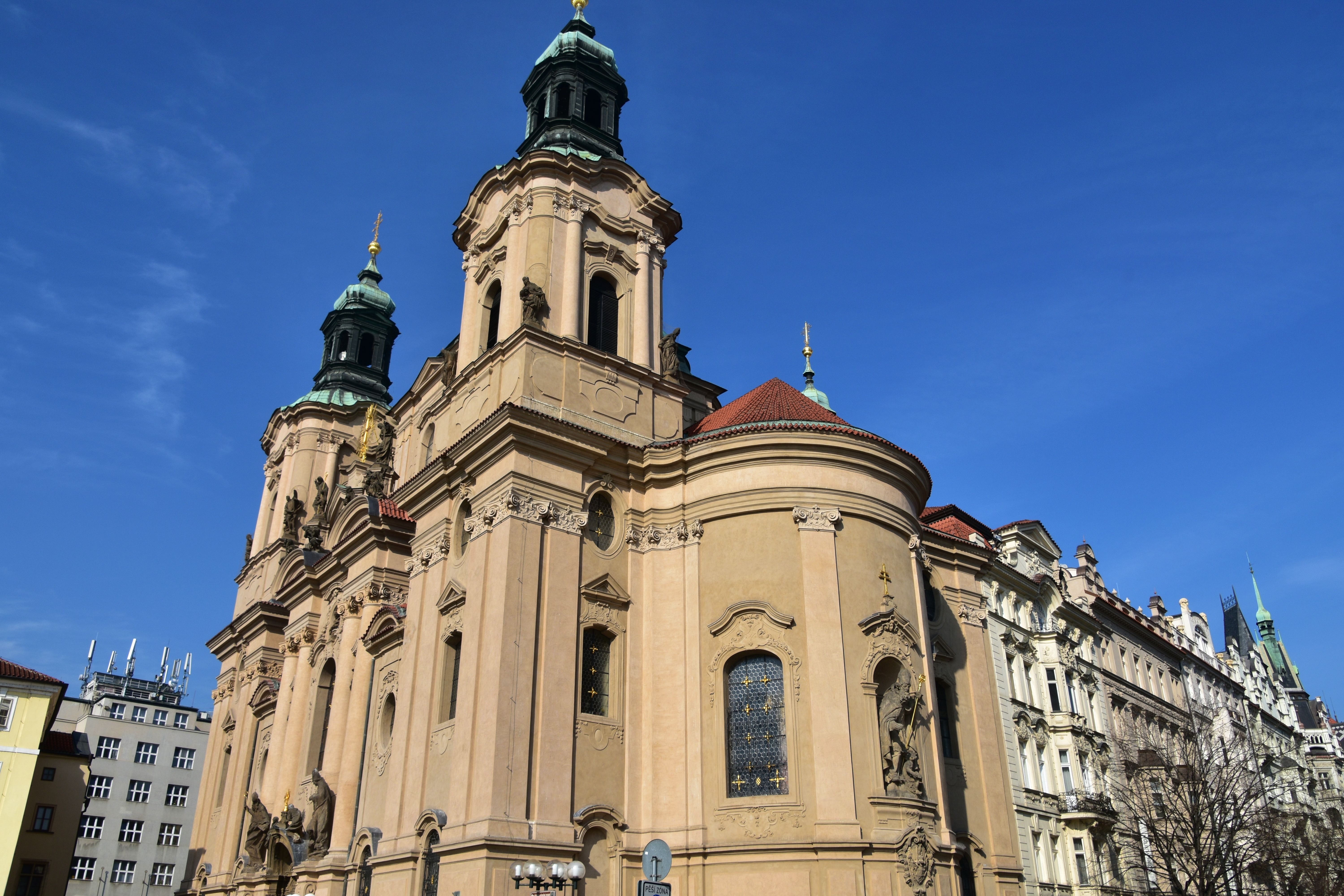
Кутовий вигляд

Костел Св. Миколая — базиліка, виконання в архітектурному стилі бароко заввишки 46 метрів. Храм має дві башти (вежі), між якими розташований центральний купол з ліхтарем. Зі східного боку будівлі також розташована статуя покровителя церкви — Святого Миколая.
Головний вхід і вежі розташовані з південної сторони. По всій будівлі можна бачити статуї ангелів, чеських святих і покровителів країни, персоніфікації Старого і Нового Завітів, Віри, Надії, Любові та Милосердя, а також велику кількість мармурових прикрас.
Навпроти храму з 6 липня 1915 року стоїть пам'ятник Яну Гусу — ідеологу чеської Реформації.

### Інтер'єр

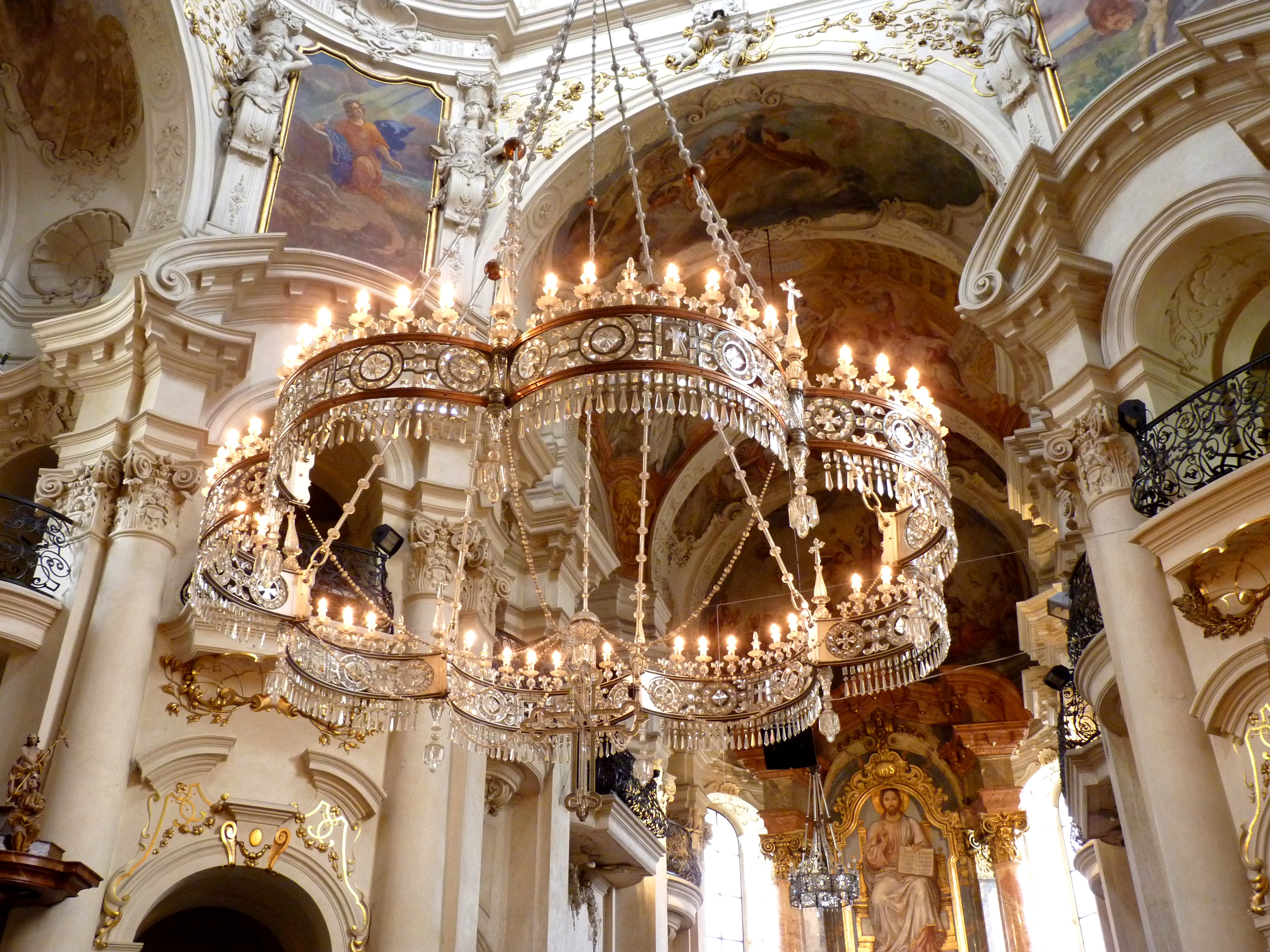
Панікадило

Стіни храму прикрашені ліпними панно Бернардо Спінетті, а скульптурне оформлення фасаду та інтер'єру виконав Антонін Браун. На вітражах зображені святі Вацлав і Миколай, а високий вівтар, зроблений зі штучного мармуру, велично підноситься в дальньому кінці нефа. Стельові фрески, створені між 1735 і 1736 роками баварським художником Космою Асамом, в куполі, пресвітерії й бічних каплицях зображують малюнки з життя святих Миколая, покровителя церкви та Бенедикта, засновника ордена, а також мотиви зі Старого Завіту. Крім того, деякі з нижніх куполів все ще зберігають фрагменти, врятовані від пожежі 1689 року в більш ранній романській церкві. Також у храмі є можливість піднятися в одну з веж, звідки відкривається вид на історичні околиці Старого міста Праги.
Величне панікадило в головному нефі, прикрашене шліфованим кришталевим склом, подарував російський цар Олександр II православній церкві Чеських земель і Словаччини у 1880 році. Витвір мистецтва в образі царської корони має діаметр 4 метри, важить 1400 кілограмів і виготовлений на скляному заводі в Північній Чехії, в місті Гаррахові у 1860 році. Люстра складається з круглої залізної конструкції діаметром чотири метри, що формується з восьми подвійних сегментів, що доповнені деталями з гранчастого кришталю. У центрі висить кришталевий хрест.
Невіддільною частиною оздоблення церкви є чотири фрески з позолоченими ліпними рамами. На них проілюстровані Євангелісти з відповідними атрибутами: Матвій (ангел), Марк (лев), Лука (бик) та Іван.
Кафедра першої половини XVIII століття подарована костелу Святого Миколая графом Ламбергом в 1916 році, раніше вона перебувала у церкві Успіння Діви Марії у Незамислицях.
Костел відкритий не на західному фасаді, а з правого боку нави, на південь.

### Музика
Орган костелу Святого Миколая налічує понад 2500 труб. Його виготовлення датується другою третиною XVIII століття і первісно він збудований для базиліки Богоматері Скорботної в місті Богозутов, а до костелу перенесений лише в 1949 році. Дерев'яний інструмент пофарбований у чорний колір і прикрашений вазами, квітами, маркізами, черепашками, а також двома сидячими й стоячими ангелами, що тримають труби. У 1949 році оригінальний органний механізм був замінений новим.
Завдяки гарній акустиці, а також близькому розташуванню від центру Старого міста, нині церква є місцем регулярного, за виключенням лише неділі, коли у приміщенні храму проводиться меса, проведення багатьох концертів, зокрема органних.

## Галерея

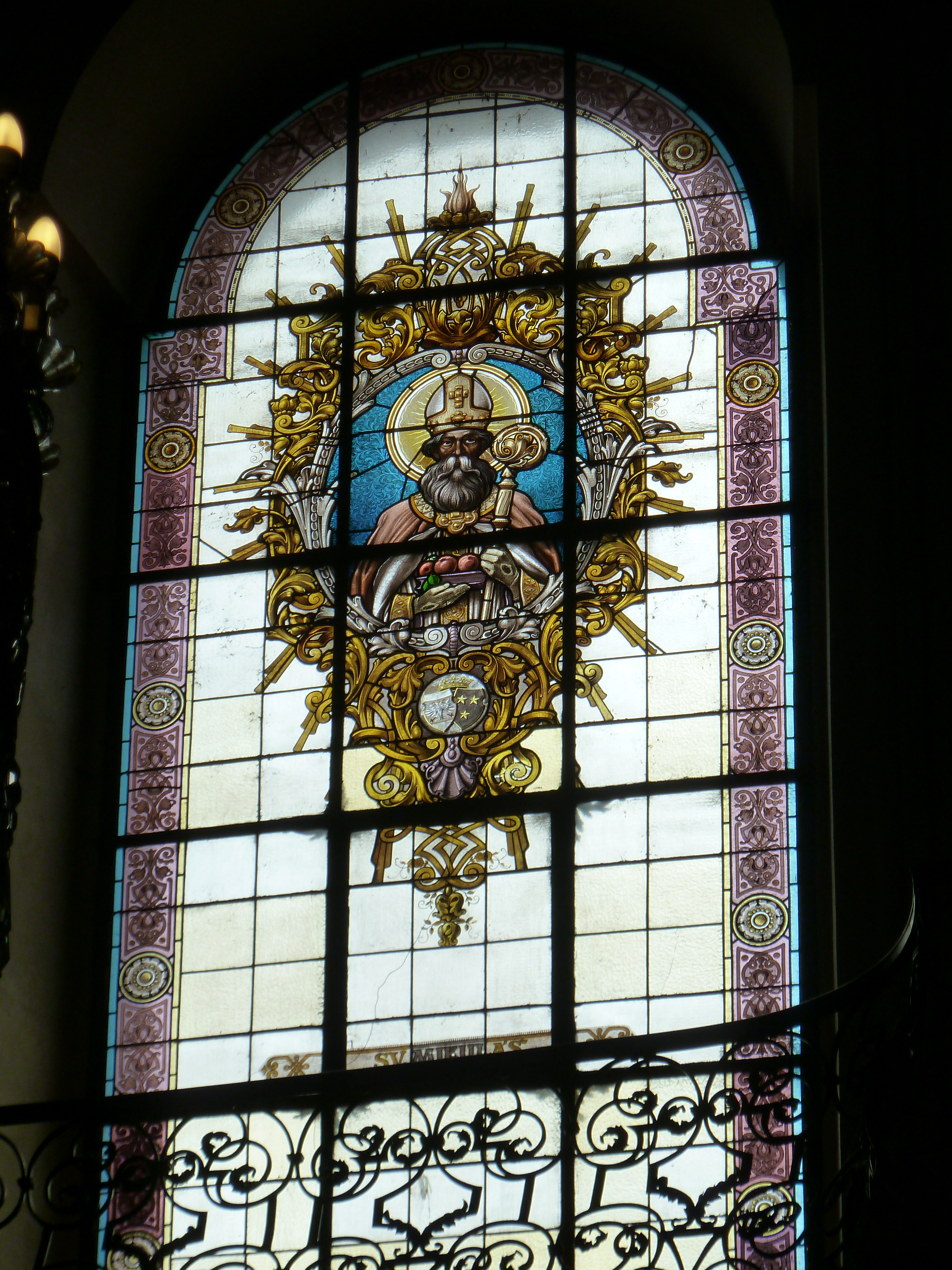
Вітраж із зображенням Святого Миколая
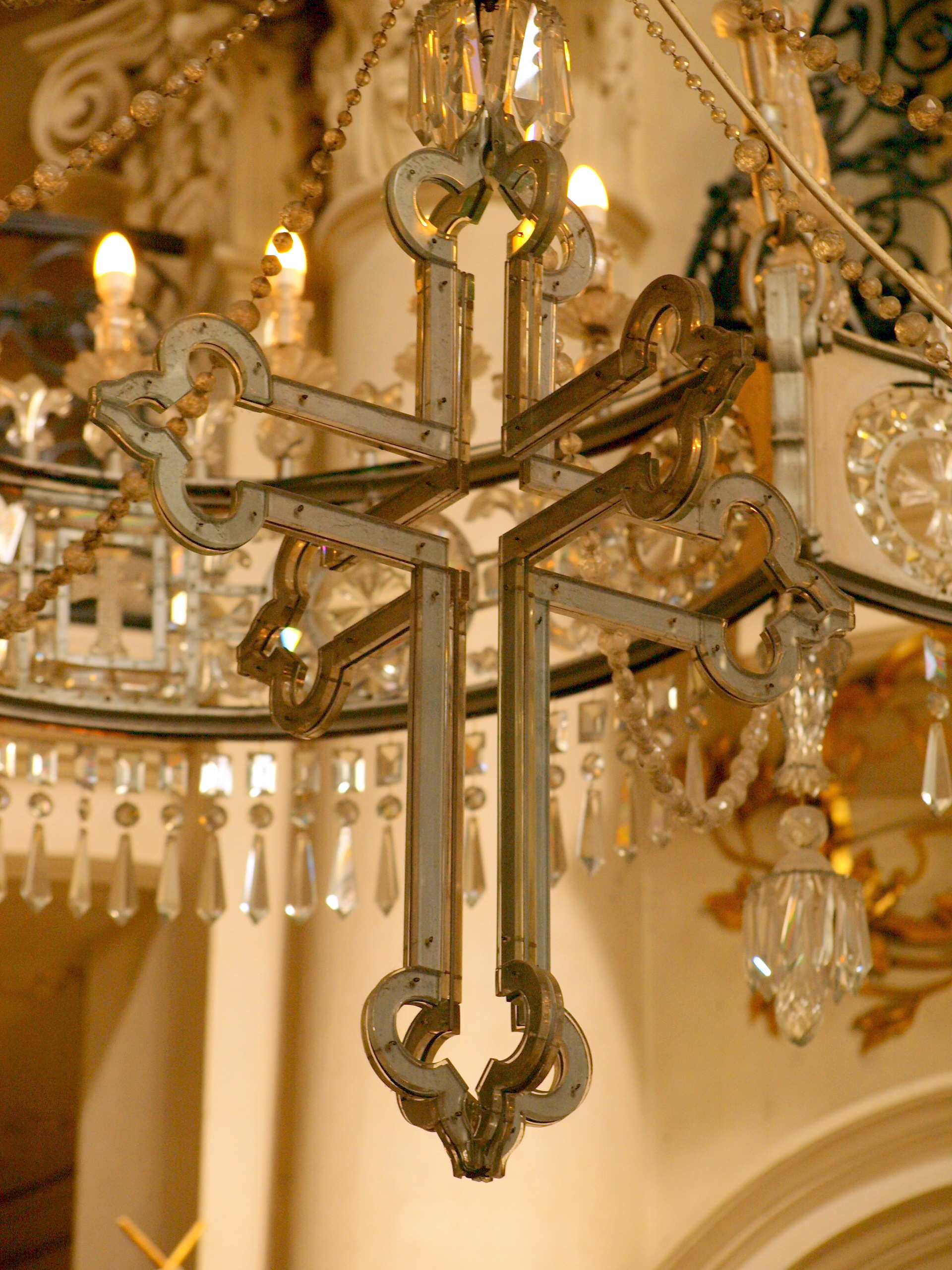
Хрест у панікадилі
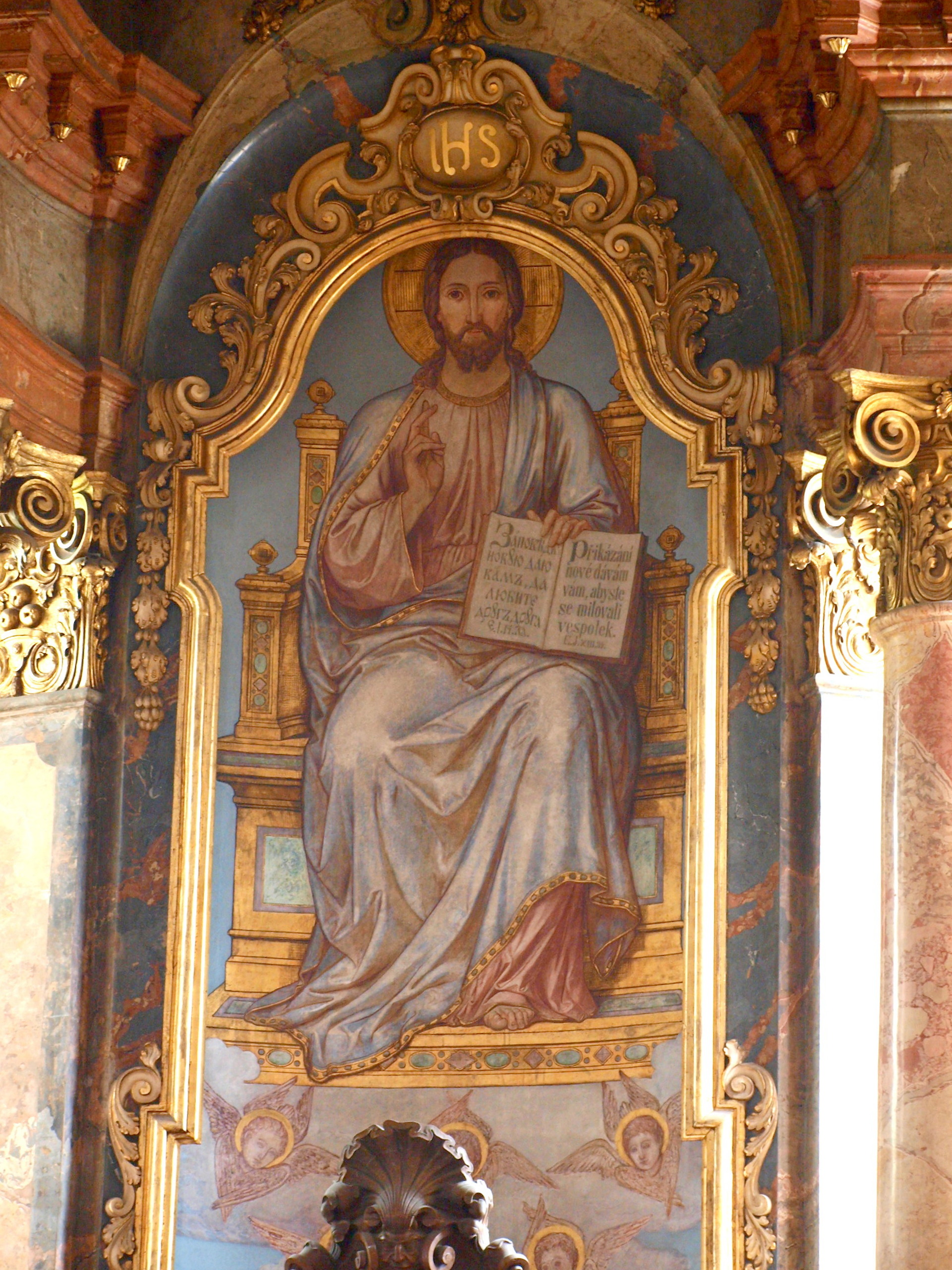
Картина із зображенням Ісуса Христа
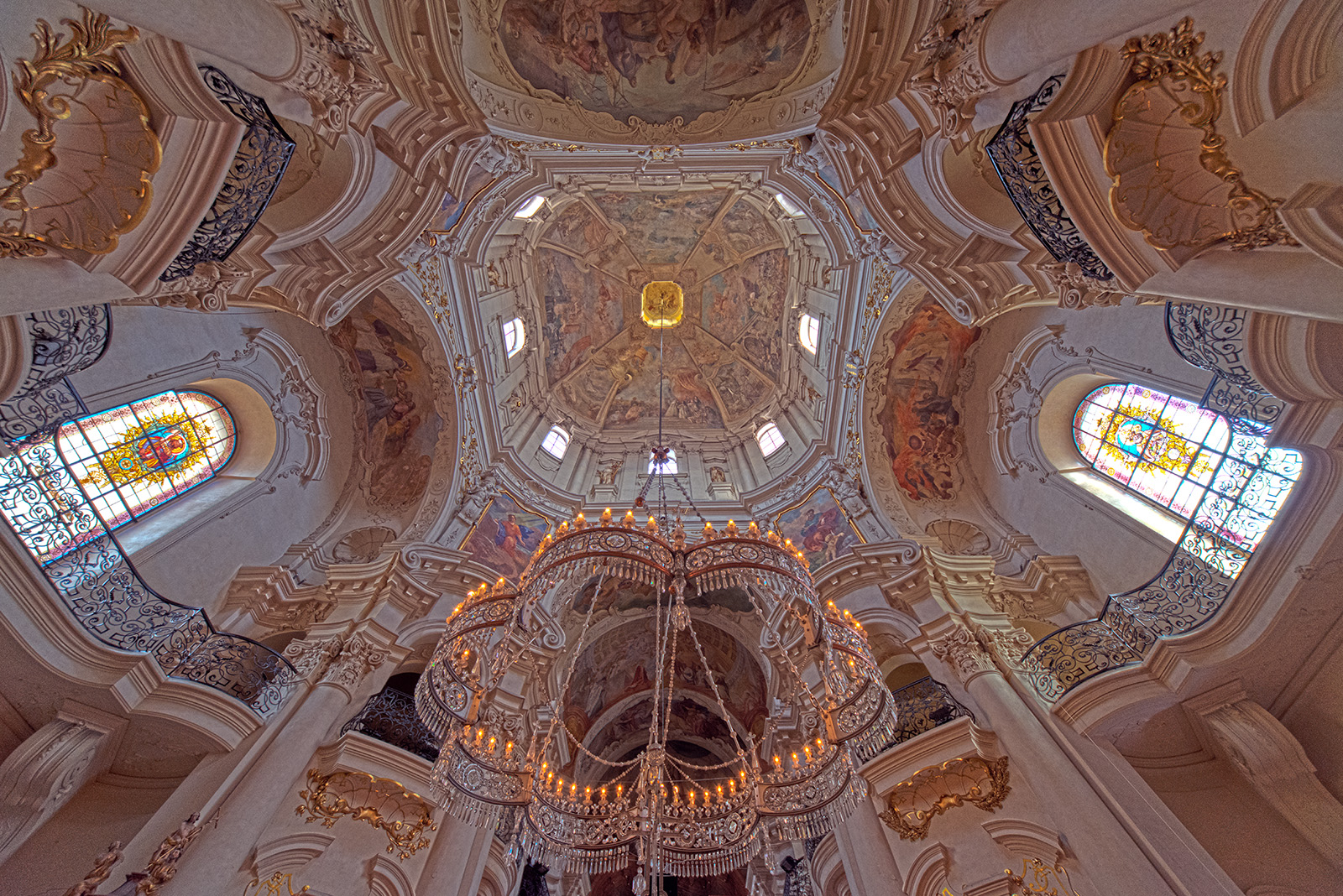
Склепіння куполу
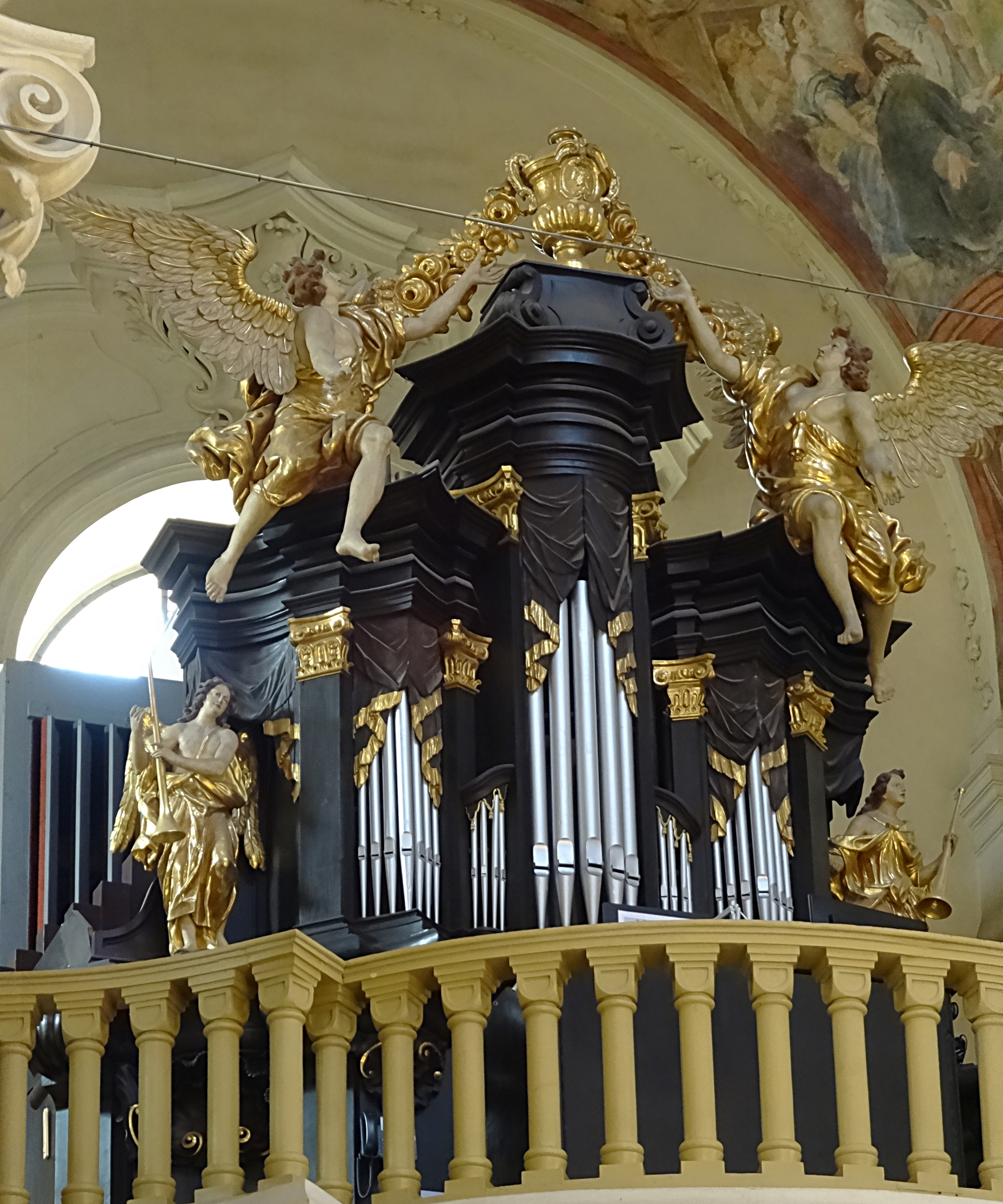
Орган
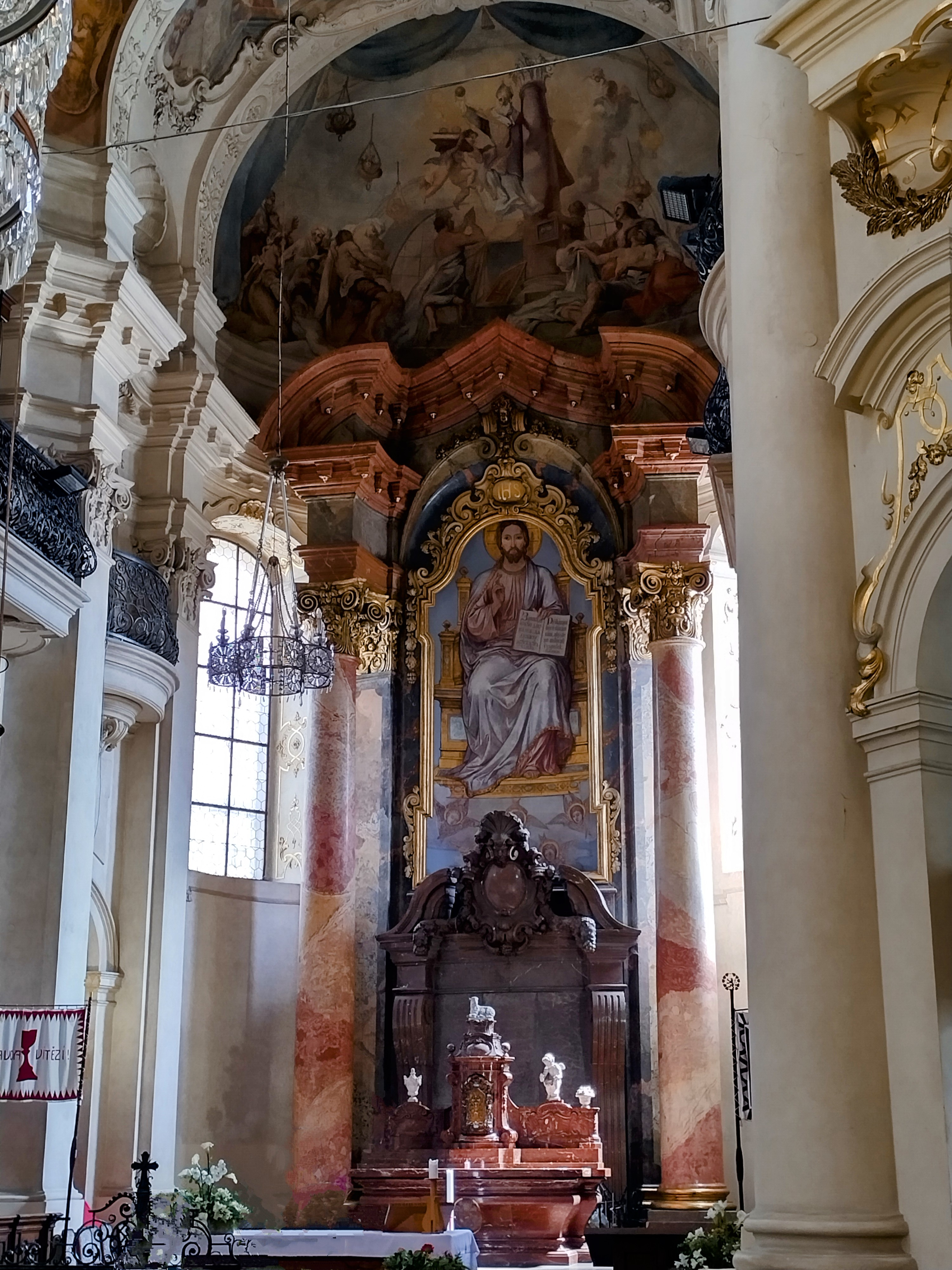
Головний вівтар